# Jodie, den utvalde
Jodie, den utvalde (originaltitel: The Chosen One) är en amerikansk-mexikansk äventyrs- och dramaserie vars första säsong hade premiär den 16 augusti 2023 på Netflix. Första säsongen består av sex avsnitt. Serien är baserad på Mark Millars och Peter Gross roman American Jesus.

## Handling
Serien kretsar kring 12-årige från Baja California Sur som efter att han överlevt en olycka upptäcker att han har krafter som liknar Jesus. Han kan göra vin från vatten och få handikappade att gå. Hur ska han hantera dessa krafter?

## Rollista (i urval)
- Bobby Luhnow – Jodie
- Dianna Agron – Sarah
- Lilith Amelie Siordia Mejia – Magda
- Juan Fernando González Anguamea – Tuka
- Jorge Javier Arballo Osornio – Hipólito
- Alberto Pérez-Jácome Kenna – Wagner
- Patricio Serna Meza